# Super Birger
|  | Denne artikel er oprettet af botten PalnaBot ud fra en ekstern database. Den kan derfor have sproglige fejl eller mangler. Denne skabelon kan fjernes efter kontrol af indholdet. |

Super Birger er en film instrueret af Lars Ostenfeld.

## Handling
En børnefilm der udspiller sig omkring Birger og hans fantasifigur Super Birger. Filmen er en blanding af realfilm og animation, den handler om børns store og små problemer og hvilke tricks der skal til for at overvinde dem.